# Jaganath
Jaganath (nep. जगनाथ) – gaun wikas samiti w zachodniej części Nepalu w strefie Bheri w dystrykcie Dailekh. Według nepalskiego spisu powszechnego z 2011 roku liczył on 504 gospodarstwa domowe i 2803 mieszkańców (1441 kobiet i 1362 mężczyzn).